# Reebok
Reebok International Limited ist ein US-amerikanischer Sportartikelhersteller, der ab den 1980er-Jahren in den USA durch einen Lizenznehmer expandierte. Das Unternehmen stellt Sportschuhe, Sportbekleidung, Sportaccessoires und Modeartikel her. Der Name stammt von dem Afrikaans- und englischen Wort (Vaal/Grey) Rhebok für die afrikanische Rehantilope (auf Afrikaans heute Ribbok, allgemein für Rehbock).

## Geschichte
Vorläufer von Reebok war das im Jahr 1895 gegründete Unternehmen J.W. Foster and Sons in Bolton, Großbritannien. Das Familienunternehmen stellte für die Olympischen Sommerspiele 1924 die Rennschuhe für die teilnehmenden Athleten her. 1958 starteten zwei der Enkel des Gründers ein Gemeinschaftsunternehmen, das unter dem Namen Reebok bekannt wurde. 1979 entdeckte der US-amerikanische Unternehmer Paul Fireman, ein Teilhaber in einem Outdoorsport-Vertrieb, während einer internationalen Handelsshow in Chicago die Reebok-Schuhe. Er erwarb die Vertriebsrechte für den nordamerikanischen Raum als Lizenz von J.W. Foster und führte noch im selben Jahr drei Laufschuhe in den Vereinigten Staaten ein. Mit einem Preis von 60 US-Dollar waren sie zu diesem Zeitpunkt die teuersten erhältlichen Laufschuhe.
1981 übernahm die britische Pentland Group für ca. 75.000 US-Dollar einen 55-%-Anteil an Reebok USA Ltd. von Fireman. Letzterer war auf dem wettbewerbsintensiven US-amerikanischen Sportmarkt nach anfänglichen Erfolgen in finanzielle Schwierigkeiten geraten. Durch seine Kontakte zu Herstellern im asiatischen Raum und neuen Design-Ideen entwickelte der damalige Pentland-Chef Stephen Rubin, der von 1981 bis 1984 als CEO von Reebok USA fungierte, die kleine US-amerikanische Schuhmarke Reebok mit damaligem Sitz in Stoughton, Massachusetts, in wenigen Jahren zu einer bedeutenden Sportmarke. Der Marktanteil von Reebok auf dem US-amerikanischen Markt lag Mitte der 1980er-Jahre bei nahezu 35 %. Mit besonders an eine weibliche Kundschaft gerichteten, farbenfrohen Aerobic-Schuhen machte sich Reebok Anfang der 1980er-Jahre einen Namen. Die Erlöse unter Firemans Führung hatten noch um die 300.000 Dollar betragen, 1984 generierte Reebok einen Umsatz von 66 Millionen Dollar. Im selben Jahr erwarben Rubin und Fireman die Marke Reebok und somit auch das internationale Markenrecht von J.W. Foster für 700.000 US-Dollar und erweiterten das Sortiment um Tennis-Schuhe. 1985 brachten Rubin und Fireman Reebok an die New York Stock Exchange, wodurch Pentland Einnahmen von mehr als 12 Millionen Dollar erzielte. 1986 wurden weltweit über 900 Millionen Dollar mit der Marke Reebok erzielt. Mit dem Abflauen der Aerobic-Welle hatte das Unternehmen 1986 das Reebok-Portfolio um Basketballschuhe, Kinderschuhe, Sportbekleidung und Accessoires erweitert. Gleichzeitig wurde der Walkingschuh-Hersteller Rockport Company aufgekauft. 1987 übernahm Reebok die Nordamerika-Lizenz der italienischen Sportmarke Ellesse. 1990 wurden die bislang getrennt verwaltete US-amerikanische und die internationale Division bei Reebok vereint. Ende der 1980er-Jahre gingen die Reebok-Erlöse trotz intensiver Werbe- und Sponsoring-Kampagnen zurück. Durch die Einführung des The Pump-Sportschuhs gewann das Unternehmen verlorene Marktanteile, besonders auch auf dem europäischen Markt, zurück.

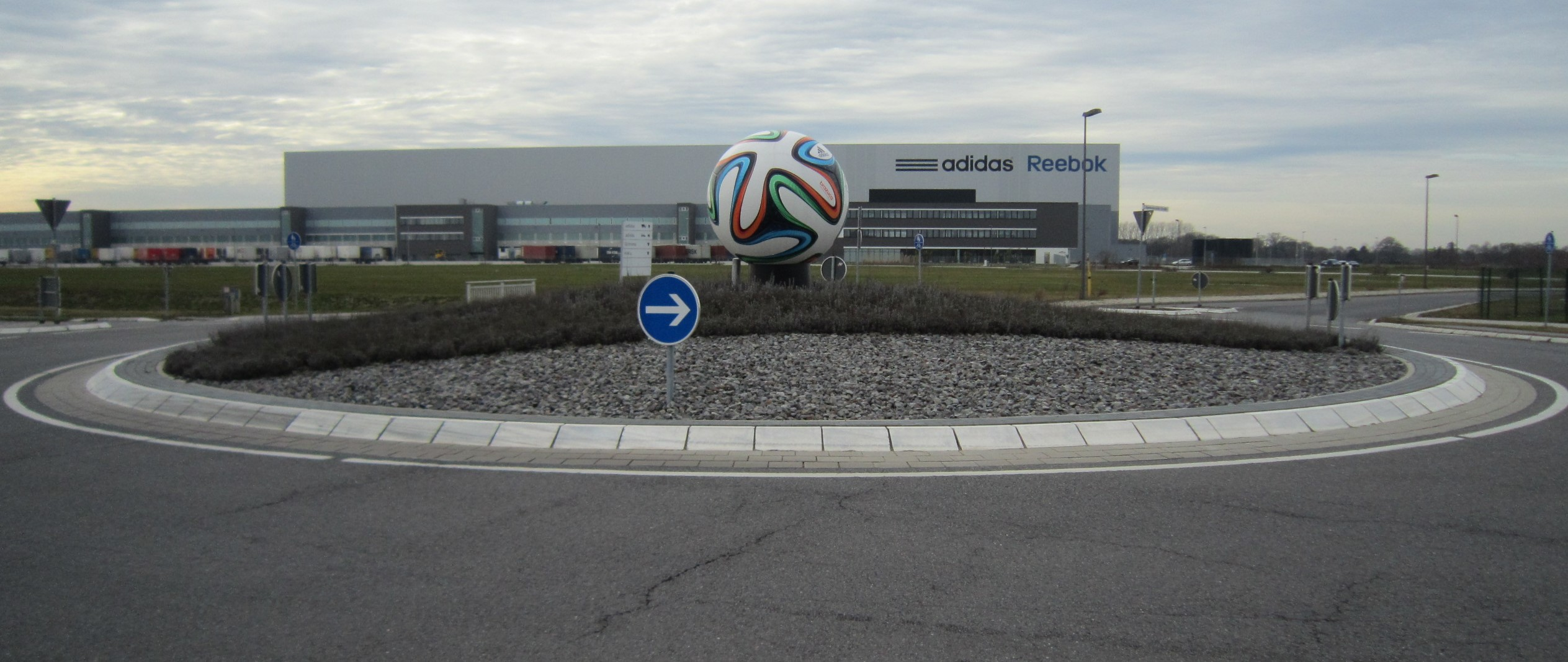
Adidas Reebok Logistikzentrum für den Norden Europas im Niedersachsenpark bei Osnabrück

1991 verkaufte Pentland nach dem Ende eines 10-Jahres-Vertrages seine Reebok-Anteile sukzessive an Reebok sowie deren Anteilseigner, die Investmentbanken First Boston Corporation und Montgomery Securities, und erzielte damit schlussendlich mehr als 700 Millionen Dollar. Anfang der 1990er-Jahre war die Marke Reebok weltweit in mehr als 140 Ländern erhältlich. In den Jahren 1995 bis 1999 und von 2003 bis 2005 wurde Reebok in der Fortune 500 geführt. Die US-amerikanisch geprägte Sportmarke Reebok mit 1,8 Milliarden Euro Umsatz im Jahr 2017 wurde 2006 von Adidas unter deren Manager Herbert Hainer für 3,8 Milliarden Dollar (3,1 Milliarden Euro) aufgekauft. Seitdem stagniert der Umsatz jedoch, es gab Verluste, Geschäftsschließungen und zahlreiche Restrukturierungsprogramme. 2021 verkaufte Adidas Reebok an die Authentic Brands Group, die mit dem früheren Basketball-Star Shaquille O’Neal verbunden ist, für einen nominellen Betrag von 2,1 Milliarden Euro, wovon eine Milliarde in bar zu zahlen war und der Rest entsprechend der zukünftigen Entwicklung der Firma fällig wird. Schon vor längerer Zeit hatte sich Adidas für insgesamt 400 Millionen Euro von kleineren Geschäftsteilen von Reebok getrennt.

### 1980er-Jahre: „Freestyle“ und „Ex-O-Fit“

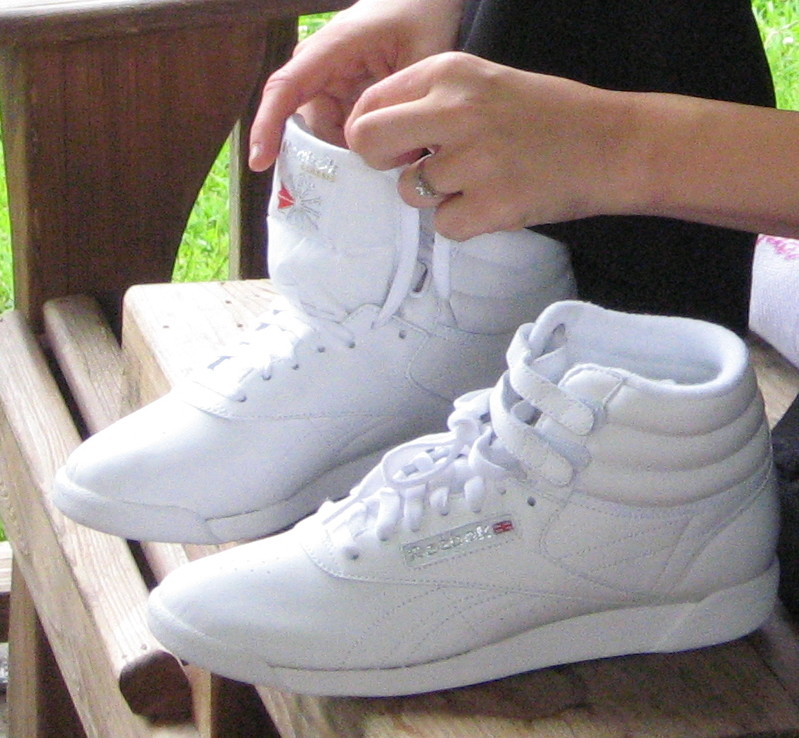
Freestyle Modell von Reebok (2007)

1982 wurde der „Freestyle“-Laufschuh, ein Frauenschuh, eingeführt, der genau zum Beginn der Aerobic-Fitnesswelle in den Handel kam. Der Freestyle-Schuh wurde nicht nur als Sport-, sondern auch als Straßenschuh getragen. Es wurden auch höherschließende Schuhmodelle (mit zwei Klettverschlüssen am oberen Ende) sowie viele verschiedenenfarbige Modelle eingeführt. Bis heute wird die Produktion des Freestyle unter dem Label Reebok Classics fortgesetzt. Folgend auf den Freestyle-Schuh führte Reebok einen Sportschuh für Männer ein, der Ex-O-Fit genannt wurde. Genau wie beim Freestyle wurden niedrige und hochschließende Schuhmodelle entwickelt. Im Unterschied zum Freestyle hatte der hochschließende Ex-O-Fit jedoch nur einen Klettverschluss zum Schließen des Schuhs.

### Späte 1980er-Jahre: „PUMP“
1989 entwickelte Reebok unter der Anleitung von Paul Litchfield (heute Vizepräsident der Entwicklungsabteilung) die Reebok-Pump-Technologie. Die PUMP-Schuhe enthalten Luftkammern, die mittels einer kleinen, in den Schuh integrierten Pumpe befüllt werden können. Durch diese Luftkammern passten sich die Schuhe besser an den Fuß des Trägers an. Der Schuh erzielte durch seine prominenten Träger breite Aufmerksamkeit, wie zum Beispiel durch die Sportler Dee Brown und Michael Chang.

### Weitere Entwicklungen

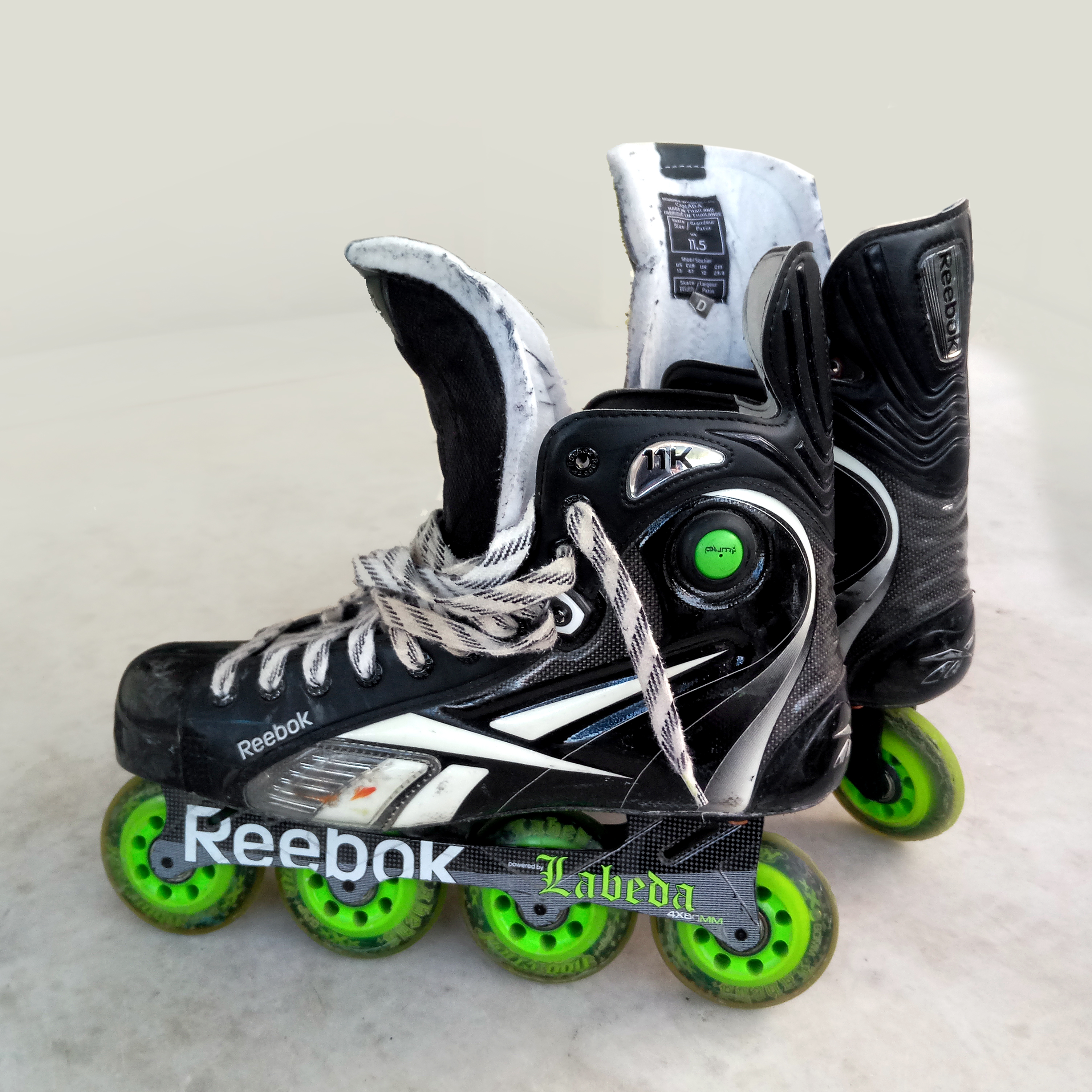
Reebok 11k Pump Inlinehockey-Skates von 2011

In der Vergangenheit hatte Reebok eine geschäftliche Verbindung mit Betrieben, in denen die Arbeiter ausgebeutet wurden – sogenannte Sweatshops, heute engagiert sich das Unternehmen jedoch im Menschenrechtsbereich. Im April 2004 wurde die Schuhabteilung von Reebok als erstes Unternehmen von der Fair Labor Association anerkannt.
Die Firma hält die Marken- und Herstellungsrechte unter anderem an Rockport, Ralph Lauren RLX shoes, an Reebok Classics, G Unit, S. Carter und Daddy Yankee Straßen-Lifestyle-Schuhen und Zubehör.
In den 1990er-Jahren war Reebok Sponsor der HOOP-CAMPS. Unter diesem Namen wurden Basketballcamps, Volleyballcamps, Handballcamps und weitere Sportcamps angeboten.
Seit dem Jahr 2002 hat das Unternehmen das Exklusivrecht, authentische und nachgemachte Trikots der National Football League (NFL) sowohl herzustellen als auch zu vermarkten. Seit 2004 hat sie diese Rechte auch für die National Basketball Association (NBA), die Canadian Football League und die National Hockey League (NHL) erworben. Mit dem Kauf der Firma CCM Hockey wurden auch Eishockey- und Inlinehockeyartikel unter dem Namen Reebok angeboten, als Adidas die Firma CCM verkaufte, wurden diese auch aus dem Reebok-Sortiment genommen, nur die NHL Trikots verblieben bei der Gruppe, wobei diese jetzt von Adidas geliefert werden. Reebok ist zudem der offizielle Schuhzulieferer der NFL, der NBA und der Major League Baseball und war einer der Hauptsponsoren des Tennisspielers Andy Roddick, bevor Reebok im April 2005 die Sponsorenbeziehung beendete. Venus Williams wird jedoch weiterhin unterstützt. Seit der Saison 2006/2007 ist Reebok der Hauptsponsor von Thierry Henry. Im Sommer 2008 unterzeichnete der Rennfahrer Lewis Hamilton einen mehrjährigen Vertrag mit dem Sportartikelhersteller. Des Weiteren werden auch Ryan Giggs, Iker Casillas und Andrij Schewtschenko sowie weitere internationale Sportler von Reebok ausgerüstet.

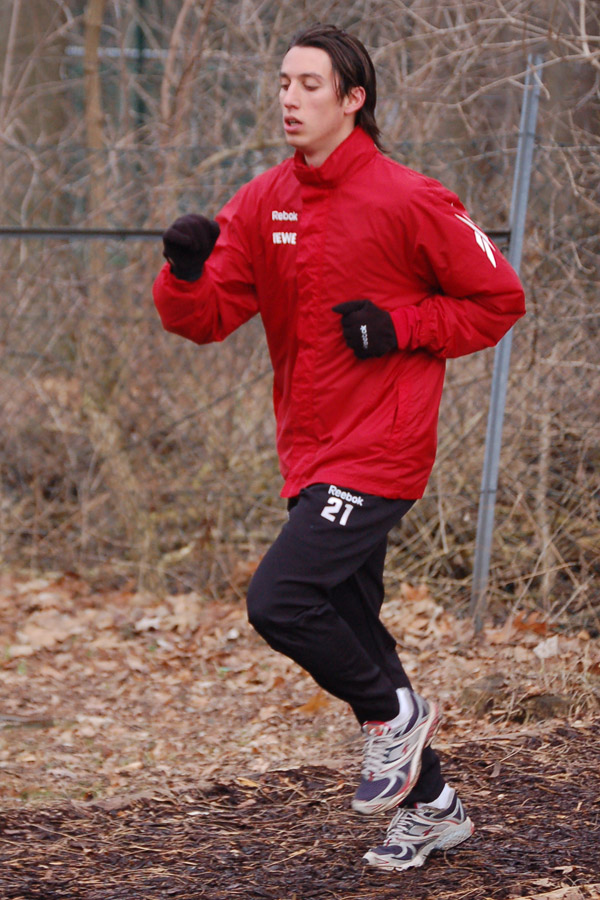
Pedro Geromel vom 1. FC Köln im Reebok Trainingsanzug

Das Unternehmen unterstützt langjährig die Bolton Wanderers, einen ehemaligen englischen Erstliga-Fußball-Verein. Als der Verein in den späten 1990er-Jahren in ein neues Gebiet zog, wurde ihre neue „Heimat“ Reebok Stadium getauft. Ein anderer Erstligaverein, Manchester City, unterzeichnete einen fast 5-Millionen britische Pfund schweren Ausrüstungsvertrag im Jahr 2003. Vom 1. Juli 2008 bis 2012 war Reebok Ausrüster für den 1. FC Köln. Der 1. FC Köln war der einzige Club, der von Reebok in der 1. und 2. Bundesliga ausgerüstet wurde neben Borussia Mönchengladbach (1995–2003). Die Zusammenarbeit lief bis zum Saisonende 2011/2012.
Anfang des Jahres 2009 stellte Reebok deutschlandweit erstmals JUKARI Fit to Fly vor, welches zusammen mit dem kanadischen Zirkusunternehmen Cirque du Soleil entwickelt wurde. Dieses neue Workout ist nur mit einem speziellen Gerät, dem sogenannten FlySet umsetzbar. Durch die Zusammenarbeit mit Cirque du Soleil und verschiedenen Fitnessstudios, die das Workout anbieten, möchte Reebok sein Unternehmensprofil auf den Frauen-Fitness-Sektor schärfen.
Als weitere Maßnahme führt die Marke in Deutschland zudem die Reebok Women’s Runs in verschiedenen Städten durch.
Seit 2013 ist Reebok der Hauptsponsor der OCR Laufserie Spartan Race.

### Der Fall EasyTone
Mitte des Jahres 2009 brachte das Unternehmen die neuartige Schuhtechnologie EasyTone auf den Markt. Der Schuh sollte durch spezielle Luftkammern in der Sohle die Bein- und Gesäßmuskulatur zusätzlich trainieren. Der Hersteller versuchte den Schuh sowohl als Sport- als auch als Alltagsschuh mit dem Slogan „Das Fitnessstudio für unterwegs“ zu positionieren und sich damit eine Vorreiterstellung im sogenannten Toning-Segment zu sichern. Dieses erreichte mit dem ersten Abrollschuh, der Ende der 1990er-Jahre durch Karl Müller auf den Markt kam, eine hohe Popularität.
Das Werbeversprechen der EasyTone-Reihe erfuhr im Jahr 2011 jedoch empfindlichen Gegenwind von der amerikanischen Handelsaufsicht Federal Trade Commission (FTC). Diese warf Reebok vor, dass es für den versprochenen Effekt keine überzeugenden wissenschaftlichen Belege vorlegen konnte und einigte sich mit dem Unternehmen auf eine Strafzahlung von 25 Millionen US-Dollar, mit denen irregeleitete Kunden entschädigt wurden.

## Logos

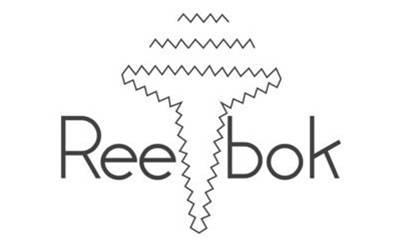
1958–1977 (erstes Logo)
1977–1993 (Modelle Ventilator, Freestyle, Pump und Classic)
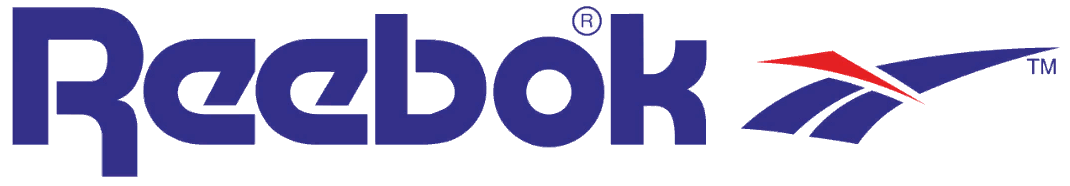
1993–1997
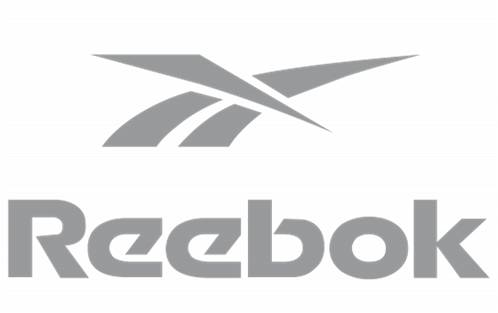
1997–2000
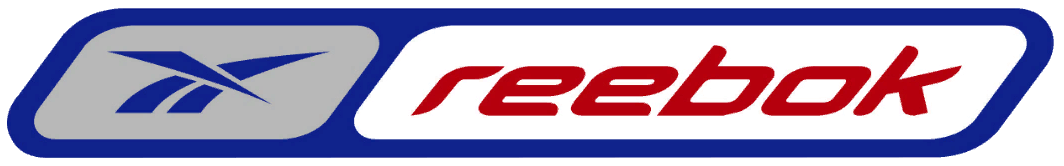
2000–2005
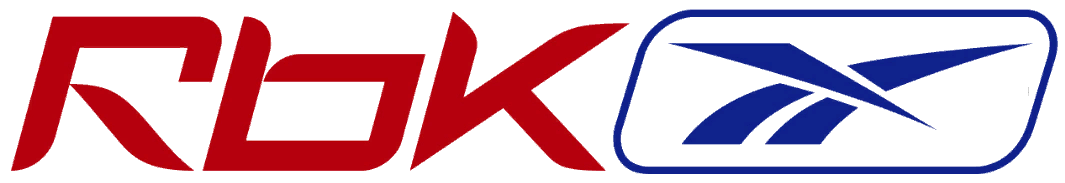
2005–2008
2008–2014
2014–2019
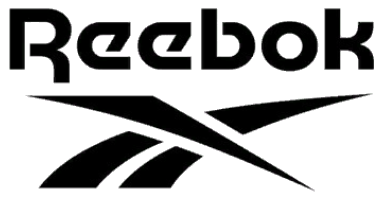
2019–2022
Seit 2022 verwendetes Logo; basiert auf dem historischen Vektor

## Belege
1. ↑  Matt O’Toole. Adidas Corporate Blog, abgerufen am 26. März 2019.
2. ↑  Best to keep it in the family (Memento vom 3. August 2014 im Internet Archive)
3. ↑  Pentland to Sell Its Reebok Stake. New York Times, 11. Dezember 1991, abgerufen am 26. März 2019 (englisch).
4. ↑  Fortune500 Archive. In: money.cnn.com. Abgerufen am 7. Mai 2019 (englisch).
5. ↑  
Adidas-Chef glaubt trotz allem noch an Reebok, Welt.de vom 30. Dezember 2018, zuletzt abgerufen am 30. März 2020
6. ↑  Basketball-Star O'Neal greift zu Die Logik hinter dem Reebok-Verkauf von Adidas, Manager Magazin, 13. August 2021
7. ↑  HOOP-CAMPS
8. ↑  Thomas Gassmann: Ausrüster-Schock! Reebok steigt aus. DuMont, 15. September 2010, abgerufen am 26. März 2019.
9. ↑  Reebok & Cirque du Soleil Launch Innovative Gym Workout for Women – JUKARI Fit to Fly. Business Wire, 25. Februar 2009, abgerufen am 26. März 2019 (englisch).
10. ↑  Barmer Women's run. XLETIX GmbH, abgerufen am 26. März 2019.
11. ↑  Reebok and Spartan Race Announce Groundbreaking Global Partnership. Business Wire, 17. Januar 2013, abgerufen am 26. März 2019 (englisch).
12. ↑  Reebok to Pay $25 Million in Customer Refunds To Settle FTC Charges of Deceptive Advertising of EasyTone and RunTone Shoes. Federal Trade Commission, 28. September 2011, abgerufen am 26. März 2019 (englisch).